# Trichoplites
Trichoplites là một chi bướm đêm thuộc họ Geometridae.